# Слейтер, Оскар
Оскар Джозеф Слейтер (англ. Oscar Joseph Slater; 8 января 1872 года — 31 января 1948 года) — британский гражданин, жертва судебной ошибки, произошедшей в Англии в 1908 году и длившейся до 1927 года. Еврея Оскара Джозефа Слейтера (родившегося в Германии) обвинили в убийстве 82-летней затворницы Марион Гилкрист. Возможно, дело осталось бы неизвестным, если бы на него не обратил внимание Артур Конан Дойл, развернувший большую кампанию в прессе в поддержку обвиняемого.

## Обстоятельства дела

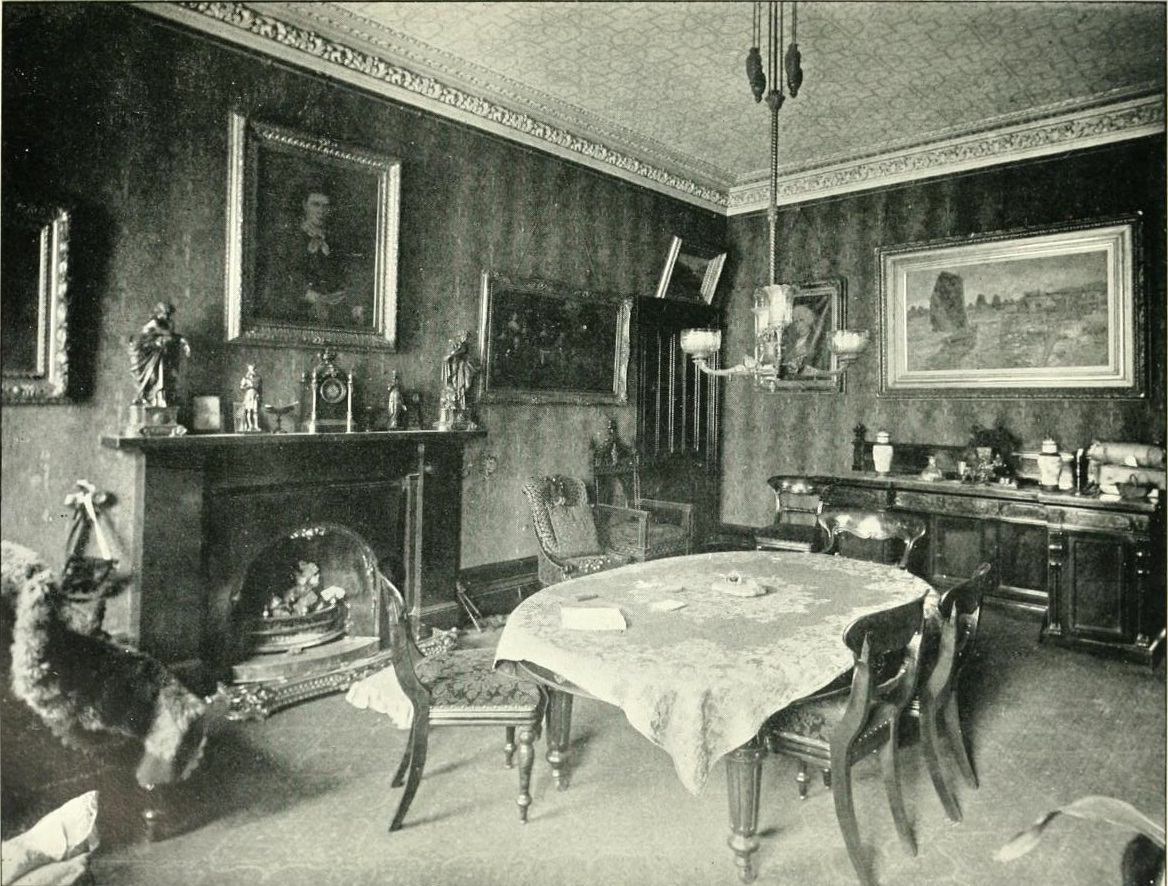
Гостиная мисс Гилкрист

Мисс Марион Гилкрист, 82 лет, давно жила в Глазго. Она была отшельницей; единственной, с кем она общалась, была её молодая служанка Хелен Ламби. 21 декабря 1908 года Хелен вышла из дома, чтобы купить вечернюю газету. Она отсутствовала менее десяти минут.
Мисс Гилкрист давно болела и всегда проверяла чтобы двойная входная дверь была надежно заперта. Чтобы открыть дверь, пользовалась специальным приспособлением — длинной проволокой, идущей от запора на двери в её квартиру на втором этаже.
Вернувшись с газетой, Хелен увидела у двери мисс Гилкрист взволнованного жильца нижней квартиры Артура Адамса. Он объяснил, что услышал какой-то шум в квартире соседки, а затем глухой удар. Он позвал мисс Гилкрист и не дождавшись ответа, Адамс поднялся наверх.
Хелен открыла дверь своим ключом. В тот момент, когда они собирались войти, из внутренних комнат показался незнакомый мужчина. Он неожиданно оттолкнул Хелен и Адамса и убежал. Служанка и молодой сосед осторожно вошли в квартиру. Мисс Гилкрист лежала в гостиной перед камином, прикрытая ковром. Голова её была разбита. Коллекция драгоценностей мисс Гилкрист, оценённая более чем в три тысячи фунтов стерлингов, оказалась почти нетронутой. Пропала только бриллиантовая брошь стоимостью примерно пятьдесят фунтов. А вот ящик с бумагами был открыт, его содержимое разбросано вокруг, словно искали какую-то бумагу. Адамс побежал в полицию, а Хелен заторопилась в дом миссис Маргарет Биррелл, племянницы мисс Гилкрист. Там служанка сказала, что узнала убийцу. По какой-то причине миссис Биррелл отчитала её.

## Обвинение

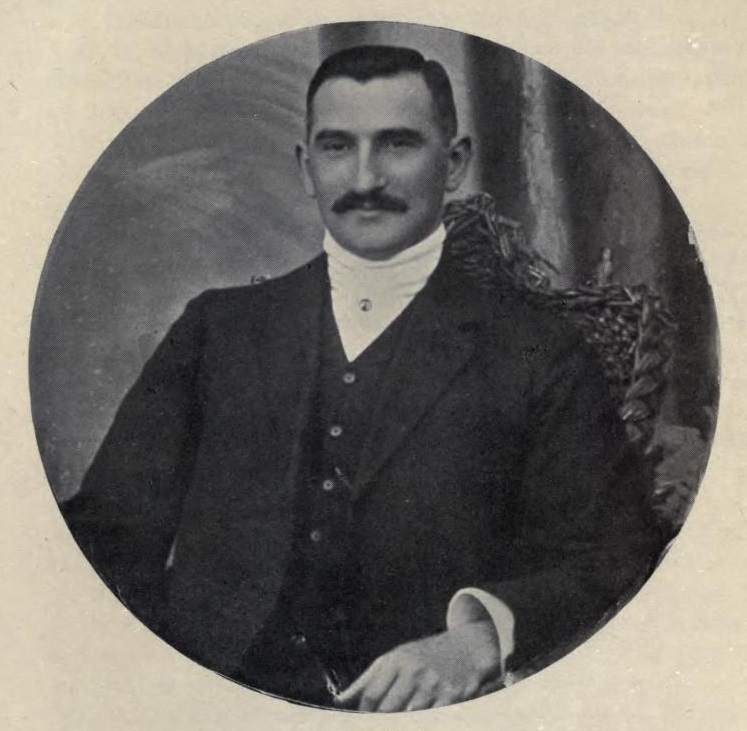
Оскар Слейтер перед арестом, 1908 г.

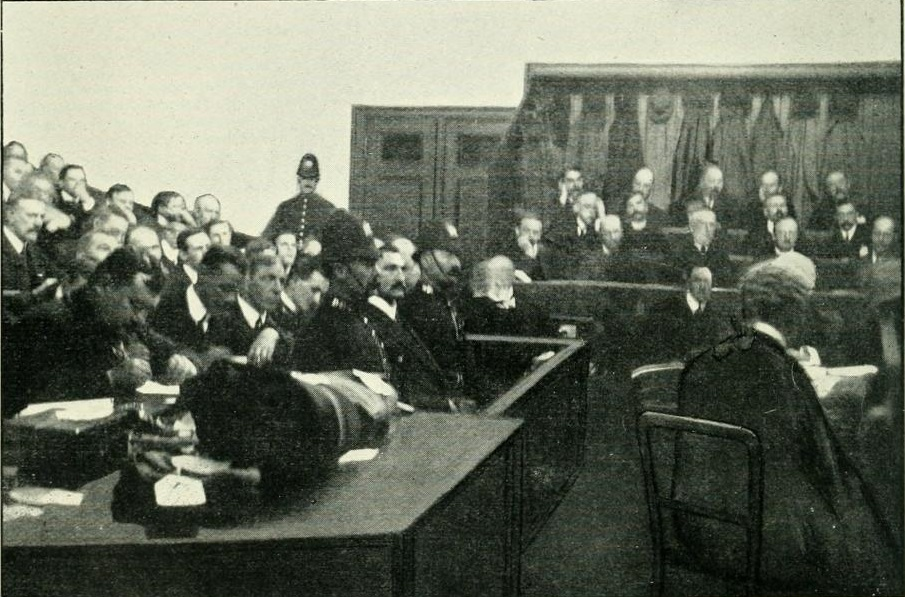
Оскар Слейтер перед Высшим судом в Эдинбурге

Полиция оказалась под давлением общественности, требующей ареста преступника. Была единственная версия — убийцей является уехавший в Америку 36-летний еврей Оскар Джозеф Слейтер. Доводом в пользу виновности Слейтера было то, что подозреваемый отдал в залог убитой бриллиантовую брошь, по стоимости равную похищенной. Сделал он это перед тем, как отправиться в Америку на океанском лайнере, вместе с любовницей-француженкой. В Нью-Йорке, по английскому запросу, Слейтер был немедленно арестован и доставлен в Глазго. Выяснилось, что брошь, которую Слейтер заложил, принадлежала ему многие годы и была отдана в залог за три недели до убийства. Тем не менее полиция проигнорировала это обстоятельство. Слейтер был единственным подозреваемым. У Слейтера было алиби, которое могли подтвердить любовница и его служанка. Однако это обстоятельство полиция учесть отказалась.
Оскар Слейтер родился 8 января 1872 года в городе Ополе в Верхней Силезии. Приблизительно в 1893 году, уклоняясь от военной службы, он уехал в Лондон, где работал букмекером. В 1899 году переехал в Эдинбург, а в 1901 в Глазго. Слейтер утверждал, что был преподавателем гимнастики и дантистом, но был известен полиции как сутенёр и гангстер, который связывался с ворами, грабителями и продавцами краденого. Тем не менее Слейтер не был судим до обвинения в убийстве Марион Гилкрист.
В 1909 году Оскар Слейтер большинством голосов был признан присяжными виновным и приговорён к смертной казни. Судья по делу Слейтера Чарльз Джон Гатри подал петицию об изменении приговора, которую подписали 20 000 человек. За два дня до исполнения казни наказание было изменено на пожизненное заключение.

### Пересмотр дела
Артур Конан Дойл получал письма о помощи в большом количестве. Он редко отзывался на них. В 1906 году он добился оправдания Джорджа Эдалжи, адвоката из Бирмингема, индийца по происхождению, который был осужден на 7 лет за убийство домашних лошадей. Конан Дойл написал памфлет о невиновности адвоката и смог убедить суд пересмотреть дело и оправдать Эдалжи.
Конан Дойл узнал о деле Слейтера во время предварительного заключения. «Когда я ознакомился с фактами, я понял, что этот несчастный человек имеет такое же отношение к убийству, как и я» — написал в автобиографии Конан Дойл о деле Слейтера. Конан Дойл написал памфлет «Дело Оскара Слейтера», в котором привел ряд доводов о невиновности Слейтера. Несмотря на убедительность его аргументов, добиться пересмотра дела Слейтера не удалось. Конан Дойл начал настойчивую кампанию в прессе. В конце концов, было назначено официальное правительственное расследование. Но ничего не вышло. Только в ноябре 1927 года, через 18 лет после осуждения Слейтера, его освободили. Был назначен повторный суд. В июле следующего года он был помилован (реабилитирован он так и не был) и получил 6 тысяч фунтов стерлингов в качестве компенсации. В годы Второй мировой войны Слейтера, как иностранца, интернировали. Он умер в 1948 году в возрасте 76 лет.

## Дальнейшее расследование
Дополнительное расследование ни к чему не привело. Хелен Ламби не сказала о том, кого, как она говорила ранее, узнала в выбежавшем из квартиры мужчине.
Многие были убеждены в том, что убийца — известный в городе человек, с которым полиция не хочет связываться. Конан Дойл никогда не высказывал своих подозрений публично, но незадолго до своей смерти заявил, что знает, кто на самом деле был убийцей: «Полиция прикрывала этого человека, поскольку он был известным горожанином, который почему-то очень хотел добраться до личных бумаг мисс Марион Гилкрист. Он ушёл от наказания, но для меня гораздо важнее, что невиновный на свободе». Убийство Марион Гилкрист остаётся нераскрытым до сих пор.

## В массовой культуре
- В 2001 году писатель Ричард Виттингтон-Иган написал книгу о деле Слейтера — «The Oscar Slater Murder Story».